# Карве Уриосте, Карлос
Ка́рлос Ка́рве Урио́сте (исп. Carlos Carve Urioste; 28 июня 1882 — 14 сентября 1965) — уругвайский футболист, выступавший в конце XIX — начале XX века за «Насьональ» на позиции правого защитника. Капитан и играющий тренер сборной Уругвая в 1905—1906 годах. Участник матча, в котором сборная Уругвая одержала первую в своей историю победу.

## Биография
Карлос Карве Уриосте родился, предположительно, в начале 1880-х годов в Монтевидео. В 1899 году стал играть за «Насьональ», который впоследствии станет одной из сильнейших команд Уругвая. В 1902 и 1903 годах Карве Уриосте вместе с «трёхцветными» дважды подряд выигрывал чемпионат Уругвая.
Карве Уриосте выступал за сборную Уругвая с 1902 по 1906 год, проведя за неё четыре матча (все — против аргентинцев), два последних — в качестве капитана. Он принял участие в трёх исторических матчах против сборной Аргентины. 20 июля 1902 года в Монтевидео две команды провели первый официальный матч между сборными за пределами Британских островов. Уругвайцы крупно уступили своим соседям — 0:6. В 1903 году уже Уругвай нанёс визит в Буэнос-Айрес. Поскольку чемпионом страны на тот момент был «Насьональ», было принято решение выставить этот клуб в полном составе в качестве сборной Уругвая. «Селесте» в напряженном матче, состоявшемся 13 сентября на стадионе «Ипика», оказалась сильнее со счётом 3:2, и это была первая победа в истории сборной Уругвая.
В 1905 году Карве Уриосте вернулся в сборную (в 1904 году в Уругвае была гражданская война, из-за чего футбольные турниры не проводились), уже в качестве капитана. В начале XX века капитан определял состав команды и фактически выполнял роль играющего тренера. Сборная Уругвая сыграла вничью с аргентинцами на стадионе «Спортива Буэнос-Айрес» и по регламенту стала победителем первого в истории розыгрыша Кубка Липтона — как команда, не проигравшая в гостях.
Последнюю встречу за «селесте» Карве Уриосте провёл в 1906 году, 15 августа уругвайцы на Парк Сентрале уступили Аргентине со счётом 0:2 в рамках второго розыгрыша Кубка Липтона.
Карлос Карве Уриосте выступал за «Насьональ» до 1907 года, после чего завершил карьеру футболиста. На протяжении многих лет работал в клубной структуре «Насьоналя». Умер 14 сентября 1965 года.

## Игры за сборную
| Матчи Карлоса Карве Уриосте за сборную Уругвая | Матчи Карлоса Карве Уриосте за сборную Уругвая | Матчи Карлоса Карве Уриосте за сборную Уругвая | Матчи Карлоса Карве Уриосте за сборную Уругвая | Матчи Карлоса Карве Уриосте за сборную Уругвая | Матчи Карлоса Карве Уриосте за сборную Уругвая | Матчи Карлоса Карве Уриосте за сборную Уругвая |
| #                                              | Дата                                           | Место проведения                               | Соперник                                       | Счёт                                           | Соревнование                                   | Отчёт                                          |
| ---------------------------------------------- | ---------------------------------------------- | ---------------------------------------------- | ---------------------------------------------- | ---------------------------------------------- | ---------------------------------------------- | ---------------------------------------------- |
| 1902                                           |                                                |                                                |                                                |                                                |                                                |                                                |
| 1                                              | 20 июля                                        | Пасо Молино, Монтевидео                        | Аргентина                                      | 0:6                                            | Товарищеский матч                              | [ 4 ]                                          |
| 1903                                           |                                                |                                                |                                                |                                                |                                                |                                                |
| 2                                              | 13 сентября                                    | Ипика, Буэнос-Айрес                            | Аргентина                                      | 3:2                                            | Товарищеский матч                              | [ 5 ]                                          |
| 1905                                           |                                                |                                                |                                                |                                                |                                                |                                                |
| 3                                              | 15 августа                                     | Спортива, Буэнос-Айрес                         | Аргентина                                      | 0:0                                            | Кубок Липтона                                  | [ 6 ]                                          |
| 1906                                           |                                                |                                                |                                                |                                                |                                                |                                                |
| 4                                              | 15 августа                                     | Парк Сентраль, Монтевидео                      | Аргентина                                      | 0:2                                            | Кубок Липтона                                  | [ 7 ]                                          |

Итого: 4 матча; 1 победа, 1 ничья, 2 поражения.

## Титулы
- Чемпион Уругвая (2): 1902, 1903
- Обладатель Кубка Липтона: 1905